# 王友金
王友金（1926年12月3日－2012年12月30日），著名法律学者，中國維權律師關注組顧問、中國政法大學前客座教授（2006年9月至2009年9月），是公共专业联盟的成员之一。

## 資料來源
1. ↑  . 明報員工關注組. 2015年10月26日.（繁體中文）

## 外部連結
- 文匯報：誤會一場：政法大學未續聘 王友金已非「客教」 2011年6月27日 （页面存档备份，存于）
- 頭腦是正午太陽 王友金 （页面存档备份，存于）